# Zelenîi Hai, Sofiivka
Zelenîi Hai (în ucraineană Зелений Гай) este un sat în comuna Vodeane din raionul Sofiivka, regiunea Dnipropetrovsk, Ucraina.

## Demografie
Componența lingvistică a localității Zelenîi Hai
     Ucraineană (93,75%)
     Rusă (2,08%)
     Română (1,39%)
     Belarusă (1,39%)
     Alte limbi (0,69%)
Conform recensământului din 2001, majoritatea populației localității Zelenîi Hai era vorbitoare de ucraineană (93,75%), existând în minoritate și vorbitori de rusă (2,08%), română (1,39%) și belarusă (1,39%).